# Каракорум-Алтайський округ
Увага:  Не вказане значення "common_name"

Каракорум-алтайський округ — державне утворення алтайців під час Громадянської війни в Росії.

## Передісторія
У липні 1917 року відбувся з'їзд інородців Бійського (алтайці) і Кузнецького (шорці та телеути) повітів. На з'їзді були прийняті рішення про виокремлення Гірського Алтаю в окрему адміністративну одиницю та створена Алтайська гірська дума, місцем перебування якої стало місто Бійськ. Парламент алтайців очолив художник та лідер національного руху Григорій Чорос-Гуркін, почесним членом був обраний ідеолог сибірського обласництва Григорій Потанін.
Окрім підготовки до створення окремого повіту, Алтайська дума зайнялася питаннями національної освіти, наукових досліджень історії Алтаю та закупівель хлібу в умовах економічної кризи.

## Історія округу

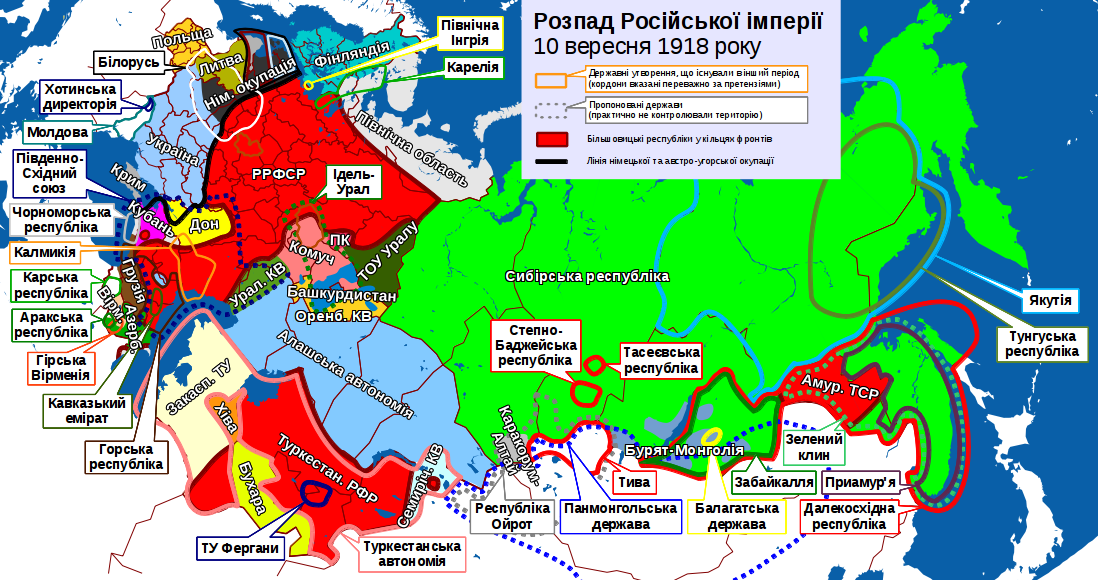
Каракорум-Алтай у вересні 1918 р.

Після жовтневого перевороту, з осені 1917 і до весни 1918 Алтайська гірська дума намагалася лавіювати між різними центрами сили, які існували тоді в Сибіру — сибірськими обласниками, земствами, есерами та більшовиками. Після того, як Бійське земство відмовилося відокремлювати від себе Алтай, у січні 1918 року алтайські депутати вийшли з його складу.
На початку березня (наприкінці лютого) 1918 року Алтайською гірською думою був зібраний Установчий з'їзд інородців та селян Гірського Алтаю, на якому розглядалося вже не відокремлення регіону в окремий повіт, а створення округу (губернії) або самостійної республіки. На з'їзді було проголошено Каракорум-Алтайський округ з тимчасовою столицею в с. Улала (зараз — м. Горно-Алтайськ). Виконовчою владою в окрузі ставала обрана на з'їзді Каракорум-Алтайська управа на чолі з Григорієм Чорос-Гуркіним.
Назву округ отримав від давньої монгольської столиці Каракорум. Хоч це історичне місто і не знаходилося на території округу, алтайські націоналісти бачили у такому найменуванні звернення до своєї давньої історії. Планувалося також збудувати новий Каракорум на території Алтаю, який мав би стати столицею республіки.
В умовах браку влади у той період алтайська управа зберігала самостійність; у той же час на території округу існувало кілька рад. Навесні 1918 року відбулися збройні зіткнення між загонами Каракорум-Алтаю та більшовицької Бійської ради. У червні-липні того ж року, як і на решті території Сибіру, ради були ліквідовані; влада Каракорумської управи збереглася. У вересні 1918 року Каракорум-Алтай був підпорядкований Сибірській республіці, пізніше в тому ж році — формалізований як окремий повіт.
Після приходу до влади Колчака, оточення якого було вороже налаштоване до національних рухів, цивільні (Г. Гуркін) та військові (О. Кайгородов) керівники Алтаю заарештовувалися за сепаратизм, але були пізніше звільнені. Наприкінці 1919 — на початку 1920 каракорумці з боями відступили до Монголії, однак спротив більшовикам тривав до 1923 року.

## Символіка

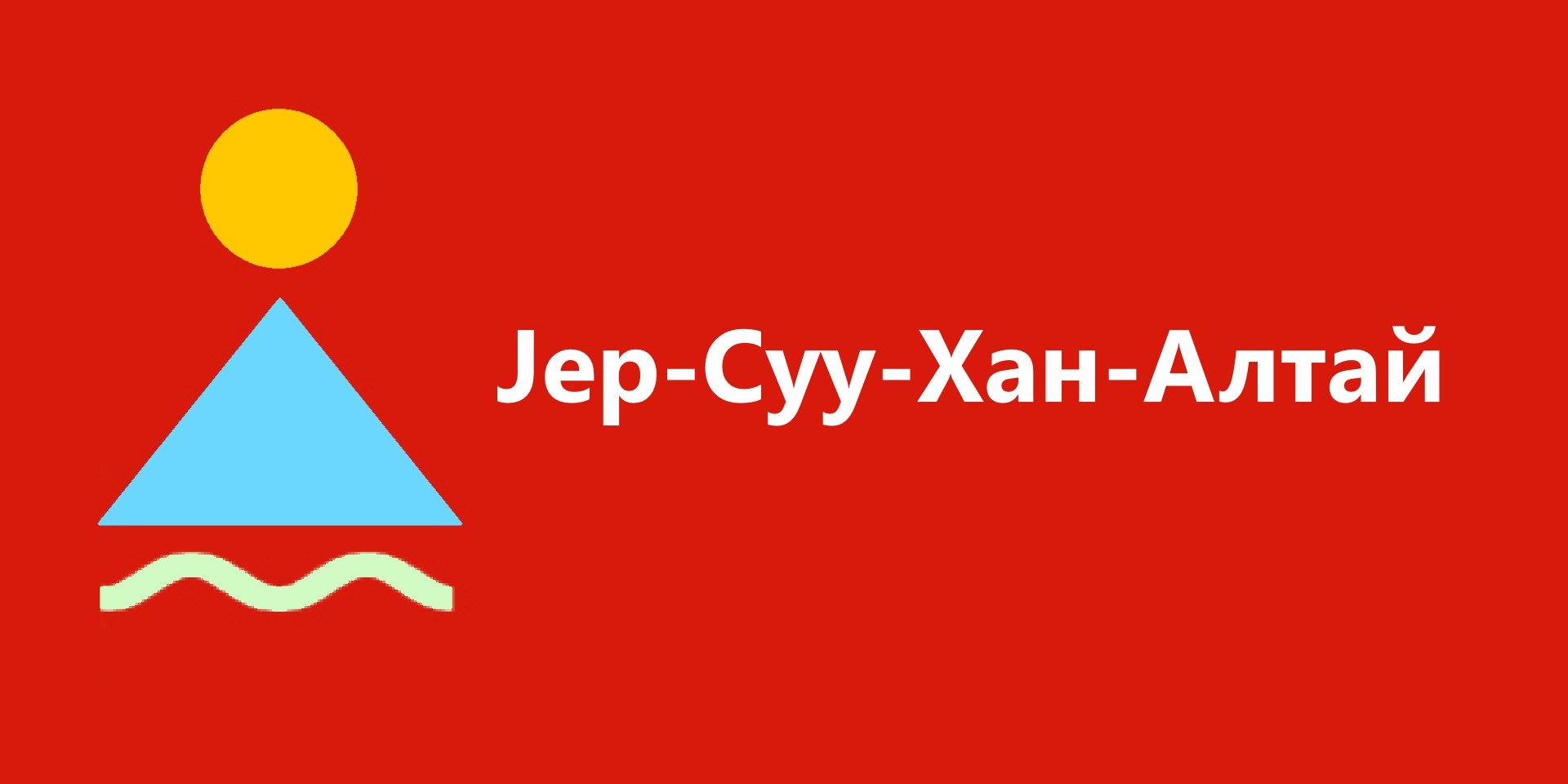
Реконструкція прапору Каракорум-Алтаю.

Прапором Каракорум-Алтаю було червоне прямокутне знамено, у лівій частині якого розташований трикутник ймовірно білого або блакитного кольору, що символізує гори Алтаю. Під трикутником — смуга світло-зелених хвиль (р. Катунь), над ним — сонце, що сходить. На червоному тлі напис «Jep-Cyy-Хан-Алтай» (або «Jep-Су Хан Алтай»).

## Республіка Ойрот

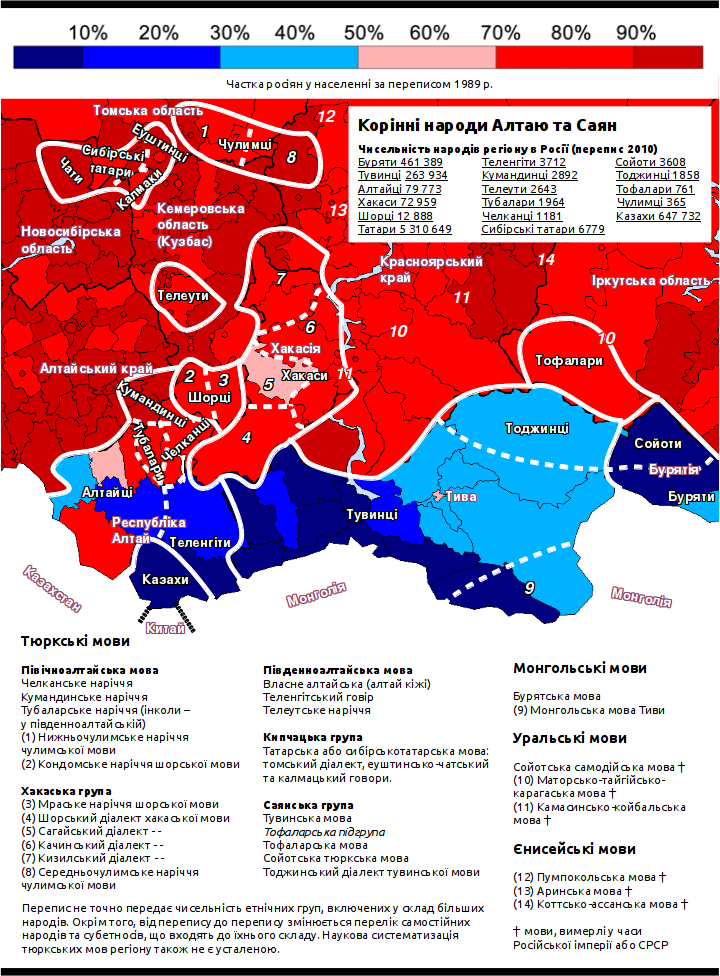
Республіка Ойрот мала би включити землі, заселені алтайцями, шорцями, хакасами, тувинцями та ойратами (західними монголами)

Оновлена бурханізмом історична пам'ять алтайців про знаходження у складі ойратської держави визначила їхні явлення про майбутню державність. Алтайські націоналісти та сибірський обласник Василій Анучін пропонували об'єднати у республіці, що мала наслідувати Джунгарському ханству ойратів, землі, заселені алтайцями, телеутами, шорцями, хакасами, тувинцями, та власне ойратами — західними монголами.
За декларацією установчого з'їзду передбачалося «об'єднати у самостійну республіку землі, що колись входили до складу держави Ойрот; при цьому нова республіка мала увійти як складова частина у загальноросійську федерацію». На думку дослідниці В. Г. Чеботарьової, алтайські націоналісти, проголошуючи створення округу, від самого початку мали план перетворити його на незалежну від Росії державу.

## Утворення Ойротської автономної області
Після завоювання Алтаю більшовиками Каракорум-Алтайський повіт спочатку було знову включено як окрему одиницю до Бійського повіту, потім відновлено як окремий повіт. Народний комісаріат у справах національностей почав роботу над проєктами національно-територіальної організації алтайців та сусідніх народів, яку очолив колишній депутат Алтайської гірської думи Сари-Сеп Конзачаков (Конзичаков).
Його проєкт був продовженням ідеї республіки Ойрот: пропонувалося об'єднати території розселення тюркських народів Алтаю. Цей проєкт був відомий під назвами Республіка Ойрот, Тюркська радянська республіка та Ойротсько-Хакаська республіка, і був підтриманий Наркомнацем, однак забракований сибірськими більшовиками. Як аргументи проти нього наводилося те, що території розселення цих народів погано пов'язані між собою, що більшість в окрузі за одним з проєктів його кордонів складатимуть росіяни, та те, що не можна порушувати цілісність економічних районів, зокрема Кузбасу.
1 червня 1922 року Всеросійським центральним виконавчим комітетом був виданий Декрет про утворення автономної області Ойротського народу. Сари-Сеп Конзачаков продовжив домагатися включення Шорії до складу Ойратської АО, однак його пропозиції не були затверджені. У 1926 році був утворений Шорський національний район.